# Przestrzeń psychoakustyczna
Przestrzeń psychoakustyczna – przestrzeń, w której lokalizowane są źródła dźwięków. Według muzykologa Macieja Żołnowskiego można mówić o następujących jej rodzajach: przestrzeni naturalnej (w której żyjemy, porozumiewamy się), oraz sztucznej (uzyskiwanej przy pomocy urządzeń elektroakustycznych lub jedynie odtwarzanej tą drogą). W tym drugim przypadku można kreować w sposób sztuczny (elektroniczny) przestrzeń realną (właściwie - realistyczną) lub przestrzeń wirtualną - urojoną (czyli taką, która nie przypomina przestrzeni nas otaczającej i posługuje się np. fikcyjnymi zjawiskami pogłosowymi, echem, które jest sztucznie zgłaśniane, nakładaniem na siebie różnych przestrzeni zawartych w różnych nagraniach). Przestrzeń naturalna dzieli się na przestrzeń rzeczywistą (będącą naszym otoczeniem akustycznym), oraz iluzoryczną (przestrzeń, która posługuje się zjawiskiem iluzji słuchowej, np. iluzją dotyczącą rozmieszczenia instrumentów muzycznych na estradzie).